# NDRG1
NDRG1, (anglicky N-myc downstream regulated gene 1), je protein kódovaný NDRG1 genem. NDRG1 je členem genové rodiny NDRG, která patří do α/β hydrolázové superrodiny. Genový produkt NDRG1 genu je cytoplazmatický protein zapojený v buněčné odpovědi na stres, hormonálních reakcích, buněčném růstu a diferenciaci. Mutace v tomto genu způsobuje autosomálně recesivní onemocnění zvané Charcot-Marie-Tooth (CMT4D).
NDRG1 je velmi pleiotropní protein, který nachází své uplatnění v embryogenezi a vývoji, buněčném růstu a diferenciaci, biosyntéze lipidů a myelinizaci, odpovědi na buněčný stres, v imunitním systému, opravě DNA a také v buněčné adhezi. NDRG1 je lokalizován zejména v cytoplazmě (47,8 %), ale také v jádře (26,1 %) a v mitochondriích (8,7 %). Při odpovědi na poškození DNA je NDRG1 translokován z cytoplasmy do jádra, kde může inhibovat buněčný růst a podporovat opravné mechanismy DNA. To podporuje předpoklad, že NDRG1 působí jako gen odpovídající na stres, či potencionálně jako transkripční faktor.

## Gen
U lidí je NDRG1 gen lokalizován na dlouhém raménku chromosomu 8 (8q24.22). Gen kóduje 3.0 kb dlouhou messenger RNA (mRNA), která je translatována do proteinu složeného z 394 aminokyselin. NDRG1 patří do NDRG genové rodiny sestávají ze čtyř členů - NDRG1, NDRG2, NDRG3 a NDRG4 - sdílející 53-65% homologii. Na rozdíl od ostatních členů, NDRG1 obsahuje tři tandemové (GTRSRSHTSE) repetice na svém C-terminálním konci.
Exprese NDRG1 je regulována mechanismy závislými, či nezávislými na hypoxii. Během hypoxie je faktor HIF-1α (hypoxia-inducible factor 1α) translokován z cytoplasmy do jádra, kde se váže k HIF-1β podjednotce a spolu vytváří HIF-1 komplex. Tento heterodimerní komplex funguje jako transkripční faktor. Váže se do HRE (hypoxia response element) v promotoru genů, které jsou spojeny s odpovědí na hypoxii. A jedním z těchto genů je právě NDRG1. Mimo jiné mohou tento mechanismus spustit těžké kovy (nikl, kobalt, železo), jejichž alterace mimikuje v organismu stav podobný hypoxii. Opačný efekt na expresi NDRG1 mají onkoproteiny N-myc a c-myc, které transkripčně potlačují expresi. Tento efekt je zprostředkován nepřímo snížením jejich promotorové aktivity.

## Role v imunitním systému
NDRG1 hraje důležitou roli v alergii a anafylaxi, obraně proti bakteriálním patogenům, zánětu a hojení ran. V mastocytech je NDRG1 upregulován během maturace a napomáhá k jejich rychlé degranulaci při odpovědí na různé exogenní signály. Rovněž byla prokázána role NDRG1 v klonální anergii T-lymfocytů, kde je NDRG1 upregulován v nepřítomnosti kostimulačního signálu, což vede k inhibici následovné reaktivace T-lymfocytů TCR a CD28 signalizací.